# Печерица, Александр Яковлевич
Александр Яковлевич Печерица (22 июля 1914 — 14 ноября 2003) — командир 26-го отдельного истребительно-противотанкового дивизиона (397-я Сарненская Краснознамённая ордена Кутузова 2-й степени стрелковая дивизия, 61-я армия, 1-й Белорусский фронт), майор.

## Биография
Родился 22 июля 1914 года в станице Курчанская ныне Темрюкского района Краснодарского края.
1 ноября 1936 года был призван в ряды Красной Армии. На фронте в Великую Отечественную войну с 4 июля 1941 года. Участвовал в боях на Западном, Северо-Западном, Брянском, Белорусском, 1-м Украинском, 1-м Белорусском, 1-м Прибалтийском фронтах.
Отличился в январе 1945 года в ходе Варшавско-Познанской наступательной операции.
Указом Президиума Верховного Совета СССР от 27 февраля 1945 года за проявленные героизм, мужество и отвагу в боях при прорыве сильно укрепленной обороны противника майору Печерице Александру Яковлевичу присвоено звание Героя Советского Союза с вручением ордена Ленина 34666 и медали «Золотая Звезда».
После войны служил в Центральной группе войск ЦГВ. С 1957 года подполковник А. Я. Печерица в отставке. Жил в городе Днепропетровск. Умер 14 ноября 2003 года.

## Память

Бюст А. Я. Печерицы на аллее Славы города Темрюк

- В городе Темрюк на аллее Славы был установлен бюст А. Я. Печерицы.